# Atheris hispida
Atheris hispida es una especie de serpiente de la familia de las víboras (Viperidae). Es una especie venenosa endémica de África central. Se caracteriza por sus escamas dorsales extremadamente quilladas que le dan un aspecto erizado. No se  reconocen subespecies actualmente.

## Descripción
Los machos de esta especie alcanzan una longitud total de 73 cm: el cuerpo mide unos 58 cm, y la cola unos 15 cm. Las hembras crecen hasta una longitud máxima de 58 cm. Los machos son mucho más largos y delgados en comparación con las hembras.
La cabeza tiene un hocico corto, más notorio en machos que en hembras. Los ojos son grandes y redondeados, presenta de 9 a 16 escamas circumorbitales. Las órbitas (ojos) están separadas por 7-9 escamas. La fosa nasal es como una hendidura y se encuentra separada del ojo por dos escamas. El ojo y las escamas supralabiales están separados por una sola fila de escamas. El número de supralabiales es de 7 a 10, de los cuales la cuarta escama es de mayor tamaño. El cuerpo está cubierto de escamas dorsales alargadas, fuertemente quilladas que dan a esta especie un aspecto erizado y áspero. Las escamas alrededor de la cabeza y el cuello son los más largas y van disminuyendo posteriormente. Presenta 15 a 19 filas de escamas dorsales en la parte media del cuerpo, además de contar con 149 a 166 escamas ventrales, 35 a 64 subcaudales y una escama anal única.

## Distribución geográfica
Es endémica de África Central, distribuyéndose por la República Democrática del Congo, suroeste de Uganda y oeste de Kenia. La localidad tipo dado es "Lutunguru, Kivu" (RD Congo).
Más específicamente, Spawls y Rama (1995) describen su distribución como poblaciones aisladas en las provincias de Kivu y Oriental en la RD del Congo, en el sureste de Ruwenzori, en Uganda, y en el bosque de Kakamega en Kenia occidental.i

## Comportamiento
Capaz de subir las cañas y tallos, a menudo se encuentra a esta especie tomando el sol en la parte superior de las flores y las hojas terminales aunque también presenta hábitos nocturnos. Se alimenta de pequeños mamíferos, ranas y lagartos. Las hembras dan a luz a un máximo de 12 crías a la vez. Las cuales son de aproximadamente 15 cm de longitud total.

## Veneno
No se sabe mucho acerca de su veneno, excepto que es principalmente neurotóxico. Además de las neurotoxinas también llevan citotoxinas y fasciculinas. La toxicidad del veneno entre diferentes individuos puede variar mucho en función de diversos factores, incluyendo la región geográfica. Incluso el clima y la altitud pueden influir en la toxicidad (Ernst y Zug et al., 1996). Una mordedura puede ser mortal para el ser humano si no se tiene acceso a primeros auxilios adecuados y posteriormente al tratamiento antiofídico. Hasta hace poco, su veneno ha sido considerado como menos tóxico que el de muchas otras especies, tal vez debido a que las mordeduras de esta especie son poco comunes, pero esto resultó no ser así. En la actualidad hay una serie de informes de mordeduras que han causado graves hemorragias internas.[cita requerida]